# ギオラ・エプスタイン

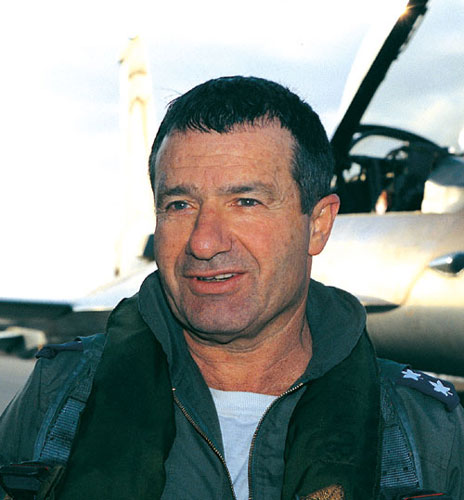
エプスタイン

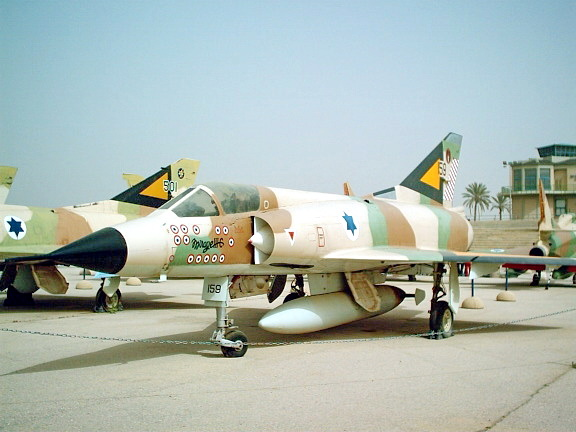
イスラエル空軍博物館に展示されるエプスタインのミラージュIII

ギオラ・エプスタインまたはギオラ・イプシュタイン（Giora "Hawkeye" Epstein、ヘブライ語: גיורא אפשטיין、1938年5月20日 - 2025年7月19日）は、イスラエル空軍のエース・パイロットの1人である。後にギオラ・エベン（Giora Even、ヘブライ語: גיורא אבן）に改名。
17機を撃墜し、その内の16機はエジプト空軍のジェット戦闘機であった。1963年から59歳で退役する1997年まで、イスラエル空軍で働き、退役後はエル・アル航空のパイロットを務めた。現役中は敵国による暗殺を恐れ、「G大佐」という偽名で呼ばれていた。

## 経歴
ネグバ出身。1956年にイスラエル防空軍に入隊する。心臓の診断でパイロットとしては採用されず、パラシュート部隊で軍務をスタートさせた。パラシュートのデモンストレーションをする間に、ヘブライ語で岩という意味のエベンに改名した。1959年に一旦、軍務を離れ、2年後にパイロットを再びめざし、医師の許可を得た。パイロットの訓練を始めるとその卓越した視力から「鷹の目」（Hawkeye）の異名をえた。普通のパイロットのほぼ3倍の能力をしめし、40km先の航空機を発見することができた。イスラエル空軍で最も長い歴史を持つ戦闘機部隊である第101飛行隊に配属され、第三次中東戦争中の1967年6月6日、エジプト空軍のスホーイ Su-7を撃墜したのが最初の撃墜記録で、その後の1970年までつづいた「消耗戦争」の間に、MiG-17、Su-7と2機のMiG-21を撃墜した。
1973年の第四次中東戦争では10月18日から20日の間にMi-8ヘリコプターと8機のジェット戦闘機を撃墜した。2機のSu-7、2機のSu-20、4機のMiG-21であり10月24日に死海近くの戦いで3機のMiG-21を撃墜した。エプスタインはこれらの撃墜をミラージュIIIとIAI ネシェルで行った。イスラエルの殊勲章を受勲し、60歳になるまで現役の戦闘機パイロットとして働いた。イスラエル空軍を退役後はエル・アル航空のパイロットを務めた。
2025年7月19日の朝に死去。87歳没。